# Vougy (Alta Saboia)
Vougy é uma comuna francesa na região administrativa de Auvérnia-Ródano-Alpes, no departamento da Alta Saboia. Estende-se por uma área de 3.99 km². Em 2010 a comuna tinha 1 618 habitantes (densidade: 405,5 hab./km²).